# Incisura otica
Le incisure otiche (o tacche otiche) sono invaginazioni nel margine posteriore della volta cranica, uno dietro ogni orbita. Tali incisure si trovano negli anfibi labirintodonti e in alcuni dei loro immediati antenati, ma non nei loro discendenti rettili. La presenza o l'assenza di tacche otiche è uno dei tratti utilizzati per separare gli amnioti dai tetrapodi di grado-anfibio.
Le incisure sono state interpretate come parte di una struttura uditiva e sono state spesso accostate al possesso di timpani, simili a quelli osservati negli anuri moderni. L'analisi della columella (la staffa di anfibi e rettili) dei labirintodonti tuttavia indica che queste strutture non funzionavano nella trasmissione delle vibrazioni a bassa energia, rendendo così questi animali effettivamente sordi al suono per via aerea (Lombard e Bolt, 1979). La tacca otica potrebbe invece aver funzionato come uno spiracolo, almeno nelle forme più antiche (Clack, 1989).